# Universitetshospital
 Denne artikel omhandler overvejende eller alene danske forhold. Hjælp gerne med at gøre artiklen mere almen.
Et universitetshospital kombinerer hospitalsfunktioner med uddannelse af sundhedspersonale og fungerer oftest i samarbejde med et universitet.
I Danmark er der seks universitetshospitaler:
- Københavns Universitetshospital,[2] der især består af Rigshospitalet
- Odense Universitetshospital (OUH)[3]
- Aarhus Universitetshospital (AUH)[4] i Skejby
- Aalborg Universitetshospital[5]
- Sjællands Universitetshospital[6] i Køge

Syddansk universitetshospital i Esbjerg